# Järntorgsbrunnen

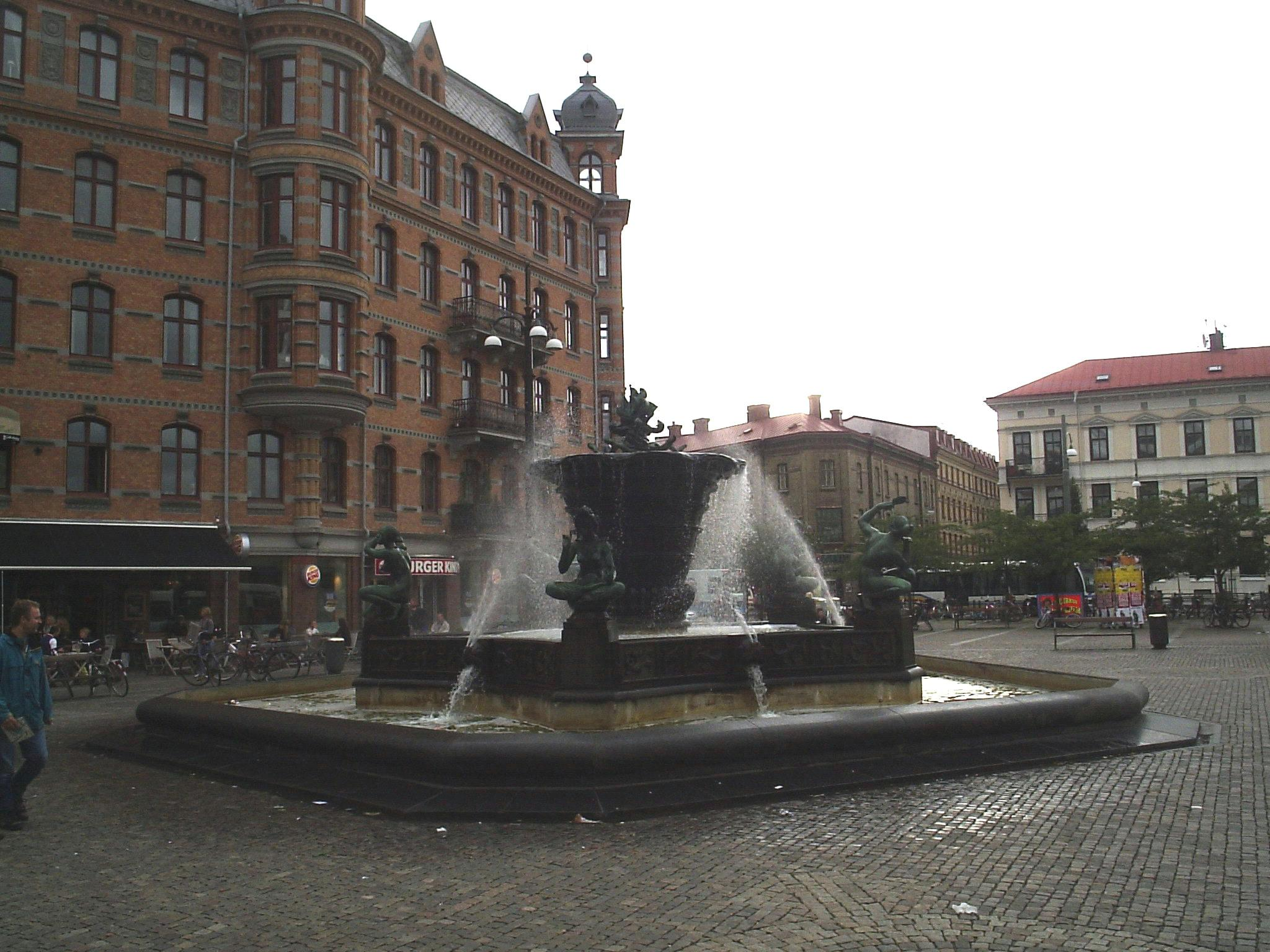
Järntorgsbrunnen

Järntorgsbrunnen eller, med konstnärens namn, De fem världsdelarna är en skulptur utförd av Tore Strindberg som avtäcktes den 12 oktober 1927 på Järntorget i Göteborg. Torget anlades 1867 och fick sitt namn efter den gamla järnvågen, som var i bruk på platsen 1781-1892.
Skulpturen består av en fontän i granit med tillhörande brunnskar i gjutjärn utformat under medverkan av arkitekt Carl Bergsten och gjuten vid Näfveqvarns Bruk. Runt brunnen sitter fem nakna kvinnofigurer i brons, som symboliserar de fem världsdelarna. Ett skepp överst på brunnskaret seglar över fem strömmar, symboliserande de fem världshaven. Eftersom konstverket ska minna om järnvågen, så finns runt brunnskaret avbildningar av trettio stämplar från de järnbruk, som skeppade sina produkter över Göteborg. Finansieringen skedde genom Charles Felix Lindbergs donationsfond med 100 000 kronor.
Brunnens nuvarande läge var också dess ursprungliga. Emellertid flyttades brunnen när trafiken runt Järntorget ökade och torget även fick utgöra en rondell för biltrafiken och hade en vändslinga för spårvagn.[källa behövs] I samband med Göteborgsöverenskommelsen befriades ytorna söder och öster om brunnen från biltrafik år 2000 och brunnen flyttades till ungefär sin ursprungliga plats närmare Haga.

## De fem världsdelarna

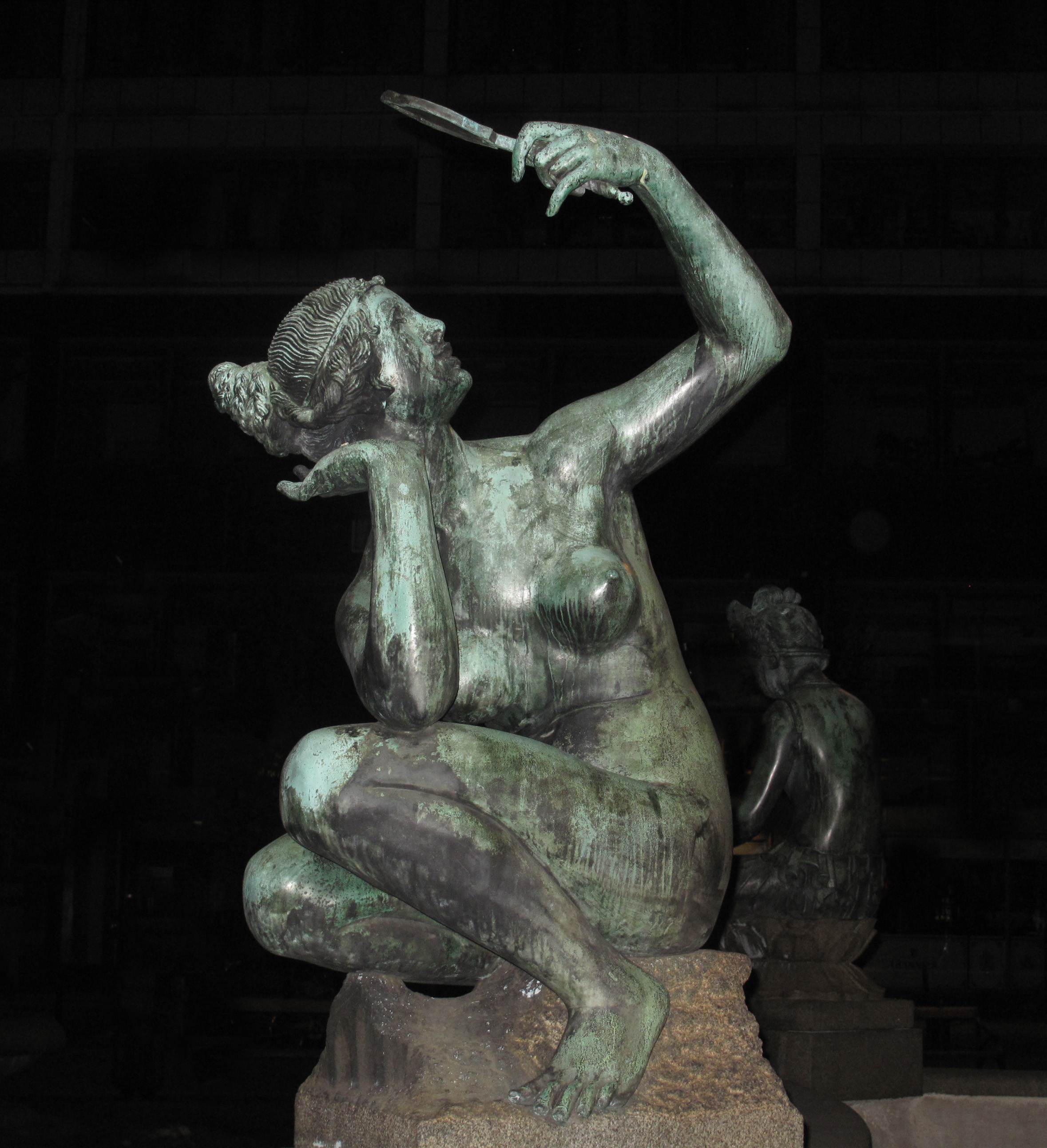
Europa
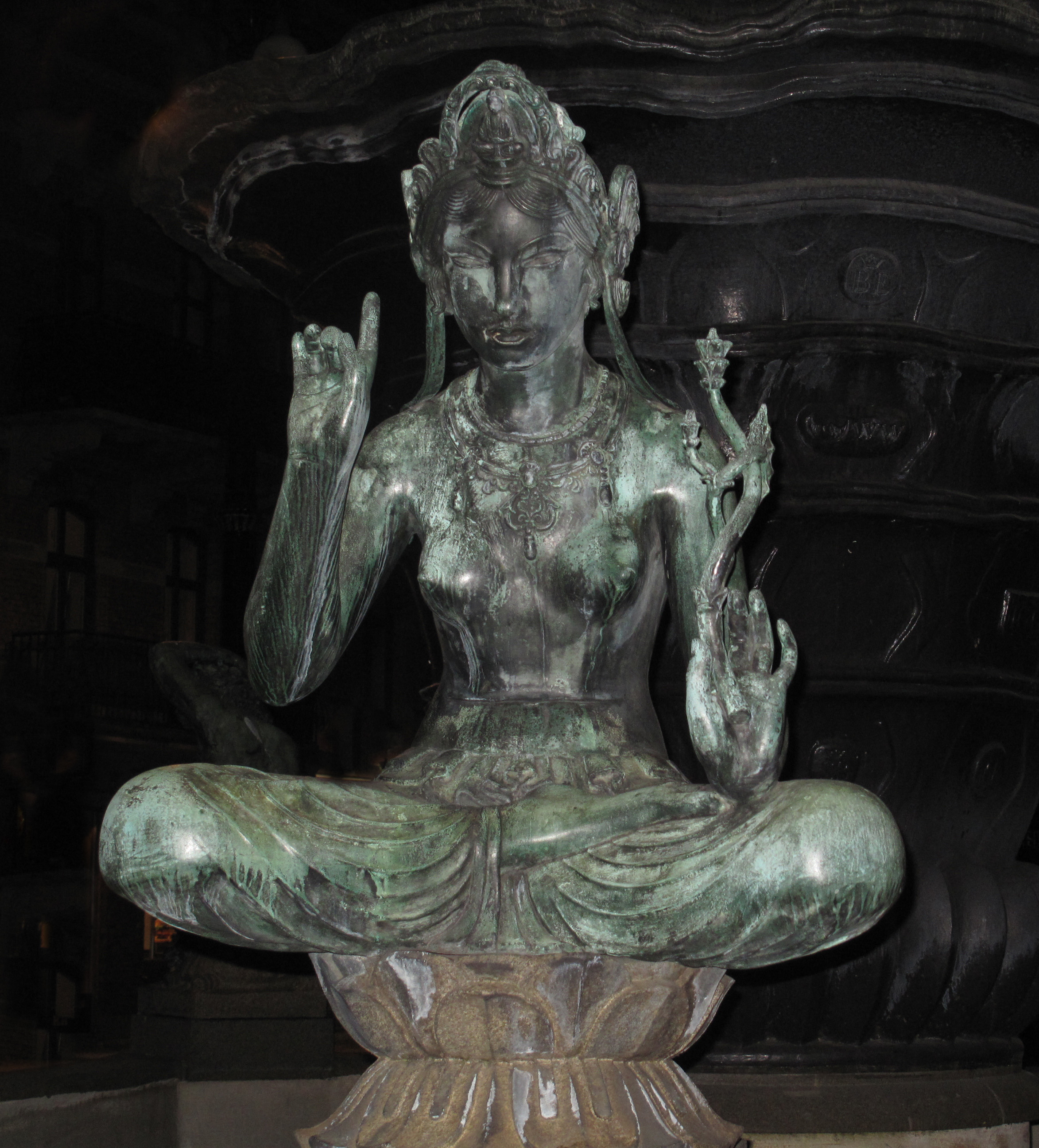
Asien
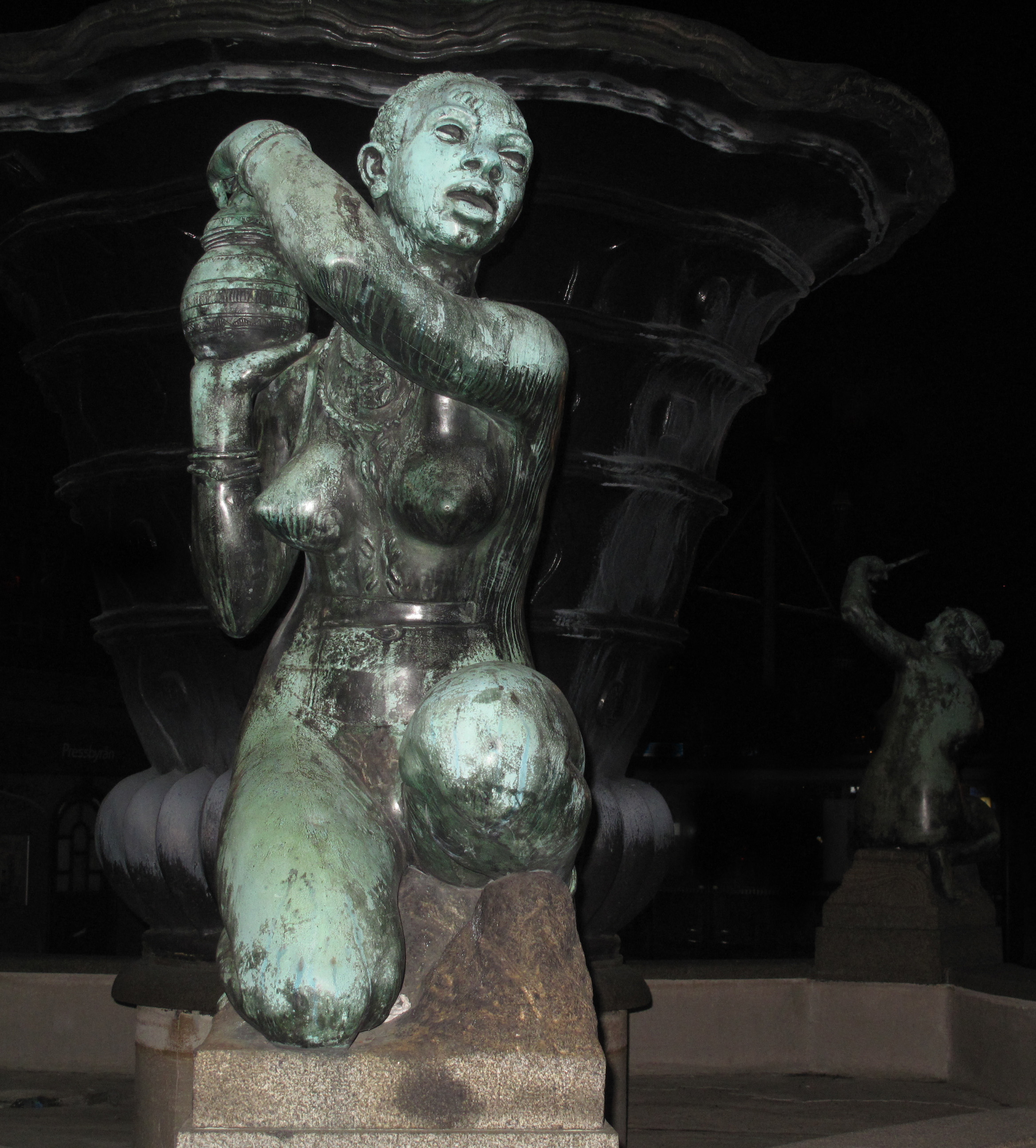
Afrika
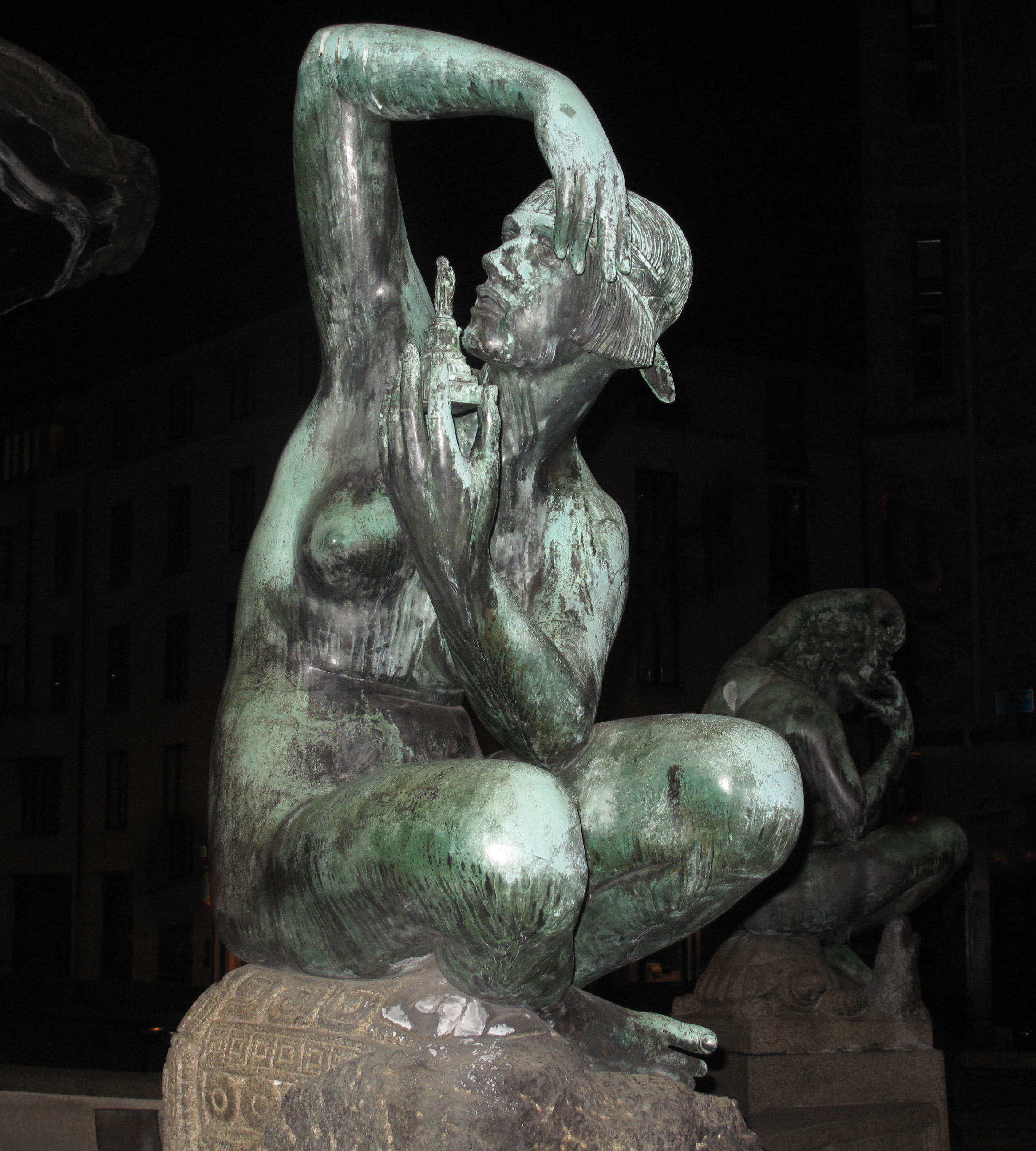
Amerika
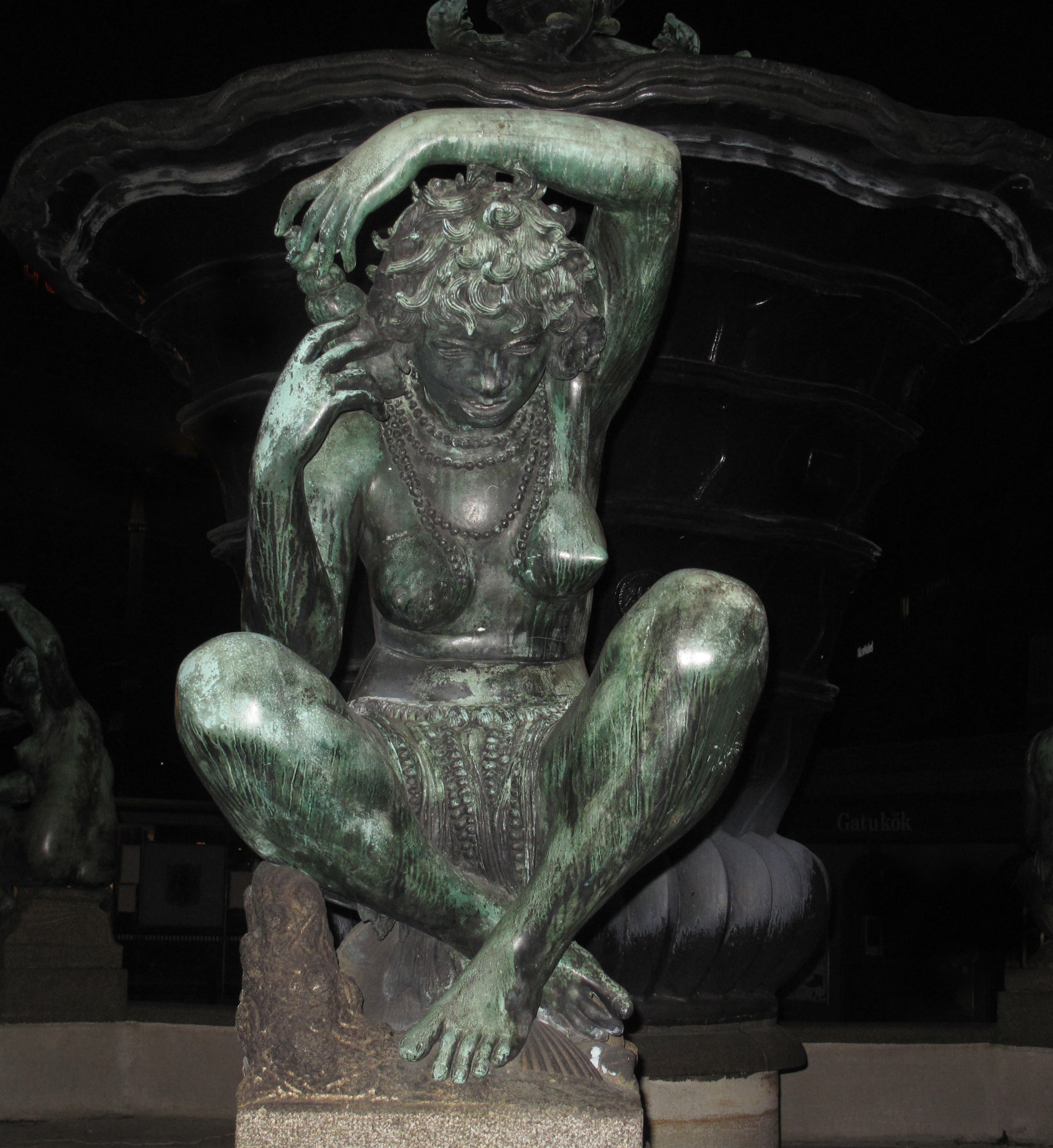
Australien